# Тукан Борис Петрович
Борис Петрович Тукан (1 серпня 1923, Комрат, повіт Тигина, Бессарабія — 1 березня 2012, Єрусалим, Ізраїль) — молдовський та ізраїльський тюрколог-гагаузознавець, діалектолог, лексикограф і перекладач.

## Біографія
Борис Тукан народився в Комраті (тепер столиця Гагаузької автономії на півдні Молдови) в 1923 році. Після Другої світової війни оселився в Кишиневі. Закінчив аспірантуру при секторі тюркології Інституту мовознавства Академії Наук СРСР. У 1965 році захистив дисертацію на здобуття наукового ступеня кандидата філологічних наук за темою «Вулканештський діалект гагаузької мови». Неопублікована досі окремою монографією, ця робота тим не менш поклала початок гагаузької діалектології, представивши перший докладний лінгвістичний опис одного з двох діалектів сучасної гагаузької мови. Був одним з упорядників першого (і самого великого по сьогоднішній день) гагаузько-російсько-молдовського словника (1973). Також брав участь у складанні декількох словників молдовської мови, створенні підручників гагаузької мови для початкової школи, під його редакцією вийшли поетичні збірки гагаузьких літераторів Дмитра Кара-Чобана (1933—1986) і Діоніса Танасоглу (1922—2006). Спільно з романістом Р. Я. Удлером досліджував гагаузько-молдовські мовні контакти. Займався фольклористикою, редагуванням гагаузької художньої літератури, що випускалася видавництвом «Радянський письменник».
У 1973 році Тукан із сім'єю подали заяву на виїзд до Ізраїлю, але перебували у відмові до 1974 року. У цей час Тукан був звільнений з Інституту мови і літератури Академії наук МРСР і заробляв на життя випадковими редакторськими і коректорськими підробітками через підставних осіб. У 1974 році Тукан перебрався до Ізраїлю і оселився в Єрусалимі. Займався компаративними дослідженнями хозарських джерел і сучасної караїмської мови, а також фольклором і мовою кримчаків в Інституті Бен-Цві при Єврейському університеті (у співпраці з професором Вольфом Московичем).
У 1980-1990-і роки Борис Тукан сконцентрувався на перекладах окремих книг Біблії гагаузькою мовою. У 1997 році під егідою Інституту перекладу Біблії вийшов його спільний зі Степаном Байрактаром переклад Євангелія від Луки гагаузькою мовою. У 2003 році, до 80-річчя філолога в Кишиневі був опублікований виконаний ним перший повний переклад Нового Заповіту гагаузькою мовою, виданий у сучасній латинській графіці (прийнятій у 1993 році й остаточно затвердженій в 1996 році) і згідно з новими правилами орфографії 1995 року[неавторитетне джерело].